# Zbigniew Nowak (muzyk)
Zbigniew Kazimierz Nowak, ps. „Danny Novak” (ur. 14 listopada 1945) – polski wokalista, organista i pianista. Muzyk i założyciel zespołów Vox Remedium (od 1969) i Happy End (od 1975) oraz muzyk Bractwa Kurkowego 1791.

## Życiorys
W 1969 w Łodzi założył zespół Vox Remedium, wraz ze Zbigniewem Nowakiem (fortepian), Andrzejem Rutkowskim (gitara basowa), Władysławem Lewym, Włodzimierzem Trzaskalskim (saksofony tenorowe), Krzysztofem Pikałą (perkusja). Vox Remedium grało utwory inspirowane muzyką folkową, soulem i rhythm and blues. Nagrywali także piosenki poetyckie to tekstów w Gałczyńskiego i Jesienina. W 1970 zespół wystąpił na VIII KFPP w Opolu z kompozycją Stefana Rembowskiego „Jadą wozy kolorowe”.
W latach 1971–1972 komponował piosenki dla zespołu Bractwo Kurkowe 1791 (m.in. „Hej, dyliżans mknie”, „Hej, przynieście czerwone”, „Moja Santa Maria”). 4 stycznia 1975 założył zespół Happy End w składzie: Mirosław Kusiakowski (gitara basowa) i Eugeniusz Mańko (perkusja) oraz wokaliści Maria Jarzębska, Elżbieta Linkowska, Barbara Sówka i Jacek Pogorzelski. Zespół występował w Związku Radzieckim, zdobywał Srebrne Pierścienie na Festiwalach Piosenki Żołnierskiej (Kołobrzeg, 1976, 1977, 1979) za piosenki wojskowe: „Wracali chłopcy”, „Gdy batalion rusza w marsz”, „Gdy śpiewa wojsko” i „Zza siedmiu gór”. W 1981 zespół uległ rozwiązaniu. W 1983 Nowak wraz z żoną i jednocześnie wokalistką zespołu (od 1976) – Danutą Kremer, wyjechał do Stanów Zjednoczonych, para zamieszkała w Chicago, gdzie Nowak trudnił się wytwarzaniem szlifierek do podłóg i prowadzeniem restauracji. W 1986 w USA wznowili działalność sceniczną, występując jako Danny & Diddi. W 2002 wrócili do Polski.
Zbigniew Nowak skomponował ponad 400 piosenek, w tym w 1976 największy przebój zespołu Happy End – „Jak się masz, kochanie”.

## Życie prywatne
W Łodzi mieszkał na Teofilowie, a następnie na Żabieńcu. Od 2003 mieszka z żoną w Ciechocinku. Mają 3 dzieci: córkę Michelle i synów: Rafała oraz Piotra Nowaka – aktora oraz muzyka i lider zespołu MixDance.